# Plinska konstanta
Plinska konstanta ili univerzalna plinska konstanta je fizikalna konstanta koja je vezana za jednadžbu stanja idealnog plina. Ona ima jednaku vrijednost kao Boltzmannova konstanta samo što je izražena u jedinicama za energiju. Njena je vrijednost:
{\displaystyle R=8,31446261815324~{\frac {\mathrm {J} }{\mathrm {mol~K} }}}
Jednadžba stanja idealnog plina glasi: 
{\displaystyle pV=nRT\,\!}
gdje je p – apsolutni tlak plina (Pa), V – obujam plina (m3), n – broj molova u plinu i T - apsolutna temperatura (K). Plinska konstanta ima iste jedinice kao molarna entropija.

## Odnos s Boltzmannovom konstantom
Boltzmannova konstanta kB se ponekad može koristiti umjesto plinske konstante:
{\displaystyle \qquad R=N_{\rm {A}}k_{\rm {B}},\,}
gdje je NA – Avogadrov broj. Onda jednadžba stanja idealnog plina s Boltzmannovom konstantom glasi:
{\displaystyle pV=Nk_{\rm {B}}T.\,\!}

## Specifična plinska konstanta
| Rspecific za suhi zrak                                                  | Jedinice           |
| ----------------------------------------------------------------------- | ------------------ |
| 286,9                                                                   | J kg−1 K−1         |
| 53,3533                                                                 | ft lbf lb−1 °R−1   |
| 1716,59                                                                 | ft lbf slug−1 °R−1 |
| Zasniva se na srednjoj molarnoj masi suhog zraka koja je 28,9645 g/mol. |                    |

Specifična plinska konstanta plina ili smjese plinova (Rspecific) je data s plinskom konstantom, ako se dijeli s molarnom masom (M) plina ili smjese:
{\displaystyle R_{\rm {specific}}={\frac {R}{M}}}
Specifična plinska konstanta može biti vezana s Boltzmannovom konstantom kB:
{\displaystyle R_{\rm {specific}}={\frac {k_{\rm {B}}}{m}}}
Jedan važan odnos izlazi iz termodinamike, koji veže specifičnu plinsku konstantu sa specifičnim toplinskim kapacitetom pri stalnom tlaku (p) i pri stalnom obujmu (V):
{\displaystyle R_{\rm {specific}}=c_{\rm {p}}-c_{\rm {v}}\ }
gdje je: cp - specifični toplinski kapacitet pri stalnom tlaku i cv - specifični toplinski kapacitet pri stalnom obujmu.